# Светислав Симич
Светислав (Света) Симич (на сръбски: Светислав Симић или Svetislav Simić) е сръбски дипломат, секретар на външното министерство на Сърбия, журналист, сред най-изявените сръбски държавни дейци за подпомагането на сръбската пропаганда в Македония в началото на XX век.

## Биография
Симич е роден на 4 март 1865 година в град Ужице, Сърбия. Основно образование получава в Ужице и Княжевац (Гургусовац), учи в гимназия в Пожаревац и Белград. След средното си образование следва във Философския факултет на Великата школа в Белград. Следва също година в Санкт Петербург.
Няколко години работи като учител. През 1894 година е назначен за секретар във външното министерство.
През 1898 година замества Тодор Станкович като сръбски консул в Прищина. Възложено му е прякото управление на сръбската църковно-училищна пропаганда в Македония. Подкрепя активно и сръбската въоръжена акция в Македония, като според Йован Йованович Пижон е сред най-заслужилите дейци за организацията на движението. Помага на Богдан Раденкович да поддържа по-добър контакт със сръбското правителство.
През юли 1904 година става сръбски дипломатически агент в българската столица София. В София остава до 1905 година и след завръщането си в Белград ръководи дейността на сръбската националистическа организация Главен комитет за помощ на сърбите в Стара Сърбия и Македония (Главни одбор на помоћ србима у Староj Србиjи и Маћедониjи).
Симич активно се занимава с публицистика. Той е основател и редактор на „Уставна Сърбия“. Основател е и на „Сръбски книжевни гласник“, „Дела“ и редактор на много вестници като „Одек“, „Дневни лист“, „Явор“, „Зора“, „Учител“ и „Просветни гласник“. Автор е на много брошури, включително „Македонското питане“ (Македонско Питање), „Радикалите и нашата национална политика“ (Радикали и наша национална политика), „Сърби и арбанаси“ (Срби и Арбанаси), „Стара Сърбия и арбанасите“ (Стара Србија и Арбанаси). Пай-често използва псевдонима Павле Орлович (Павле Орловић).
След обявяването на българската независимост в 1908 година става посланик в София. Заминава на лечение в Швейцария, където умира на 8 март 1911 година в Лезен.